# Nico Pickert
Nico Pickert (Bochum, 11 de abril de 1998) es un deportista alemán que compite en piragüismo en la modalidad de aguas tranquilas.
Ganó dos medallas de plata en el Campeonato Mundial de Piragüismo, en los años 2022 y 2023, y una medalla de plata en el Campeonato Europeo de Piragüismo de 2024. En los Juegos Europeos de Cracovia 2023 consiguió una medalla de bronce en la prueba de C2 200 m mixto.

## Palmarés internacional
| Campeonato Mundial | Campeonato Mundial   | Campeonato Mundial | Campeonato Mundial |
| Año                | Lugar                | Medalla            | Competición        |
| ------------------ | -------------------- | ------------------ | ------------------ |
| 2022               | Halifax (Canadá)     | Medalla de plata   | C1 200 m           |
| 2023               | Duisburgo (Alemania) | Medalla de plata   | C2 1000 m          |
| Juegos Europeos    |                      |                    |                    |
| Año                | Lugar                | Medalla            | Competición        |
| 2023               | Cracovia (Polonia)   | Medalla de bronce  | C2 200 m mixto     |
| Campeonato Europeo |                      |                    |                    |
| Año                | Lugar                | Medalla            | Competición        |
| 2024               | Szeged (Hungría)     | Medalla de plata   | C2 1000 m          |